# Diederik Simon
Diederik Rudolf Simon (Bloemendaal, 10 april 1970) is een Nederlandse roeier. Hij nam vijfmaal deel aan de Olympische Spelen. Als lid van de Holland Acht werd hij olympisch kampioen en driemaal Nederlands kampioen.

## Biografie
In 1991 begon hij met roeien bij ASR Nereus in Amsterdam waar hij nog steeds lid is. Hij won drie keer een medaille op de Olympische Spelen: in Atlanta (1996) in de Holland Acht (8+) goud, in 2000 won hij in Sydney zilver in de dubbelvier (4x-) en ook in Athene won hij wederom in de Holland Acht zilver. Na deze olympiade nam hij even een break van het competitieve roeien en werd coach. In 2007 trad hij, met het oog op de Olympische Spelen van 2008 in Peking, terug in competitie. Op deze Spelen plaatste het Nederlandse team zich via de herkansing voor de finale. In de finale greep het team met een vierde plaats net naast een medaille. Op de Spelen van Londen bereikte de boot opnieuw de finale. Opmerkelijk genoeg noemde Simon de Acht ooit "een beetje een nummer voor debielen"
De voorbereiding op de Spelen van Londen verliep onrustig: twee maanden voor aanvang van het toernooi werd bondscoach Antonio Maurogiovanni aan de kant gezet en nam oudgediende René Mijnders de leiding over. Vervolgens keurden de roeiers een met veel tamtam gepresenteerde en geavanceerde nieuwe boot af, waarna vlak voor de Spelen ook de opstelling van de Acht werd gewijzigd.
Na zijn wedstrijdloopbaan bleef Simon actief bij ASR Nereus als coach. Zijn hoogtepunt als coach bereikte hij in de lente van 2017 door met een voltallige Nereus studenten-acht van grootmachten in het roeien als Groot-Brittannië en Rusland te winnen en daarmee de wereldbeker mee naar huis te nemen.

## Resultaten

### Olympische Zomerspelen
| Jaar | Plaats  | Resultaten   |
| ---- | ------- | ------------ |
| 1996 | Atlanta | in de M8+    |
| 2000 | Sydney  | in de M4x    |
| 2004 | Athene  | in de M8+    |
| 2008 | Peking  | 4e in de M8+ |
| 2012 | Londen  | 4e in de M8+ |

### Wereldkampioenschappen roeien
| Jaar | Plaats         | Resultaten    |
| ---- | -------------- | ------------- |
| 1995 | Tampere        | 8e in de M2-  |
| 1997 | Aiguebelette   | 7e in de M4x  |
| 1998 | Keulen         | 8e in de M4x  |
| 1999 | St. Catharines | 4e in de M4x  |
| 2001 | Luzern         | in de M4x     |
| 2002 | Sevilla        | 5e in de M4-  |
| 2003 | Milaan         | 12e in de M4x |
| 2007 | München        | 10e in de M8+ |
| 2009 | Poznań         | in de M8+     |
| 2010 | Hamilton       | 4e in de M8+  |
| 2011 | Bled           | 6e in de M8+  |

### Europese kampioenschappen roeien
| Jaar | Plaats           | Resultaten   |
| ---- | ---------------- | ------------ |
| 2010 | Montemor-o-Velho | 4e in de M8+ |

### Wereldbeker roeien
| Jaar | Plaats   | Resultaten |
| ---- | -------- | ---------- |
| 1997 | München  | in de M4x  |
| 2000 | München  | in de M4x  |
| 2000 | Luzern   | in de M4x  |
| 2001 | Sevilla  | in de M4x  |
| 2001 | München  | in de M4x  |
| 2003 | Milaan   | in de M4x  |
| 2003 | Luzern   | in de M4x  |
| 2004 | München  | in de M8+  |
| 2009 | Luzern   | in de M8+  |
| 2010 | Bled     | in de M8+  |
| 2011 | Luzern   | in de M8+  |
| 2012 | Belgrado | in de M8+  |

### Overige
Grand Challenge Cup Henley Royal Regatta2004 (M8+)
Olympisch kwalificatietoernooi2008 (M8+)
Varsity1996, 1998 (M4+)
Nederlands kampioenschap1996, 2004, 2008 (M8+)
2011 (M2-)
1900: Carr & DeBaecke & Exley & Geiger & Hedley & Juvenal & Lockwood & Marsh & Abell ·
1904: Cresser & Gleason & Schell & Flanagan & Armstrong & Lott & Dempsey & Exley & Abell ·
1908: Gladstone & Kelly & Johnstone & Nickalls & Burnell & Sanderson & Etherington-Smith & Bucknall & Maclagan ·
1912: Burgess & Swann & Wormald & Horsfall & Gillan & Garton & Kirby & Fleming & Wells ·
1920: Jacomini & Graves & Jordan & Moore & Sanborn & Johnston & Gallagher & King & Clark ·
1924: Carpenter & Kingsbury & Lindley & Miller & Rockefeller & Sheffield & Spock & Wilson & Stoddard ·
1928: Stalder & Brinck & Frederick & Thompson & Dally & Workman & Caldwell & Donlon & Blessing ·
1932: Salisbury & Blair & Gregg & Dunlap & Jastram & Chandler & Tower & Hall & Graham ·
1936: Morris & Day & Adam & White & McMillin & Hunt & Rantz & Hume & Moch ·
1948: I. Turner & D. Turner & Hardy & Ahlgren & Butler & Brown & Smith & Stack & Purchase ·
1952: Shakespeare & Fields & Dunbar & Murphy & Detweiler & Proctor & Frye & Stevens & Manring ·
1956: Charlton & Wight & Cooke & Beer & Esselstyn & Grimes & Wailes & Morey & Becklean ·
1960: Rulffs & Schröder & F. Schepke & K. Schepke & von Groddeck & Hopp & Bittner & Lenk & Padge ·
1964: J. Amlong & T. Amlong & Budd & Clark & Cwiklinski & Foley & Knecht & Stowe & Zimonyi ·
1968: Meyer & Schreyer & Henning & Hottenrott & Ulbricht & Hirschfelder & Siebert & Ott & Tiersch ·
1972:  Hurt & Veldman & Joyce & Hunter & Wilson & Earl & Coker & Robertson & Dickie ·
1976: Baumgart & Döhn & Klatt & Lück & Wendisch & Kostulski & Karnatz & Prudöhl & Danielowski ·
1980: Krauß & Koppe & Kons & Friedrich & Doberschütz & Karnatz & Dühring & Höing & Ludwig ·
1984: Turner & Neufeld & Evans & Main & Steele & Evans & Crawford & Horn & McMahon ·
1988: Maennig & Möllenkamp & Mellinghaus & Schultz & Wessling & Eichholz & Domian & Rabe & Klein ·
1992: Wallace & Robertson & Forgeron & Barber & Marland & Rascher & Crosby & Porter & Paul ·
1996: Zwolle & Simon & Bartman & Maasdijk & Van der Zwan & Van Steenis & Florijn & Rienks & Duyster ·
2000: Lindsay & Hunt-Davis & Dennis & Attrill & Grubor & West & Scarlett & Trapmore & Douglas ·
2004: Read & Allen & Ahrens & Hansen & Deakin & Beery & Hoopman & Volpenhein & Cipollone ·
2008: Light & Rutledge & Byrnes & Wetzel & Howard & Seiterle & Kreek & Hamilton & Price ·
2012: Adamski & Kuffner & Johannesen & Reinelt & Schmidt & Müller & Mennigen & Wilke & Sauer ·
2016: Durant & Ransley & Triggs Hodge & Gotrel & Reed & Bennett, Langridge & Satch & Hill ·
2020: Mackintosh & Bond & Murray & Brake & Williamson & Wilson & Kirkham & Macdonald & Bosworth ·
2024: Bolding & Carnegie & Gibbs & Ford & Dawson & Elwes & Digby & Rudkin & Brightmore
Michiel Bartman · 
Ronald Florijn · 
Koos Maasdijk · 
Nico Rienks · 
Diederik Simon · 
Niels van Steenis · 
Niels van der Zwan · 
Henk-Jan Zwolle · 
Jeroen Duyster (stuurman)
Michiel Bartman · 
Dirk Lippits · 
Diederik Simon · 
Jochem Verberne
Michiel Bartman · 
Geert-Jan Derksen · 
Gerritjan Eggenkamp · 
Jan-Willem Gabriëls · 
Daniël Mensch · 
Diederik Simon · 
Matthijs Vellenga · 
Gijs Vermeulen · 
Chun Wei Cheung (stuurman)
Olivier Siegelaar · 
Rogier Blink · 
Jozef Klaassen · 
Meindert Klem · 
David Kuiper · 
Reinder Lubbers ·  
Mitchel Steenman · 
Olaf van Andel · 
Diederik Simon · 
Peter Wiersum (stuurman)
Rogier Blink · 
Roel Braas · 
Sjoerd Hamburger · 
Jozef Klaassen · 
Olivier Siegelaar · 
Diederik Simon · 
Mitchel Steenman · 
Matthijs Vellenga · 
Peter Wiersum (stuurman)